# Falmouth (Royaume-Uni)
Pour les articles homonymes, voir Falmouth.
Falmouth (en cornique : Aberfala) est une ville portuaire à l'extrême sud des Cornouailles, en Angleterre au bord de la Fal. La population est de 21 797 habitants en 2011.
Aujourd'hui, Falmouth est encore un port très fréquenté mais le tourisme est peut-être plus important pour l'économie. La ville a été fondée au XVIIe siècle par les Killigrew d'Arwenack. Une crête basse, couronnée au point de jonction avec la mer par le château de Pendennis, partage la ville en deux : le quartier résidentiel et hôtelier au sud et, au nord, la vieille ville donnant sur l'estuaire de la Fal.
À l'est de l'entrée du port de Falmouth se trouve le phare de St Anthony Head.

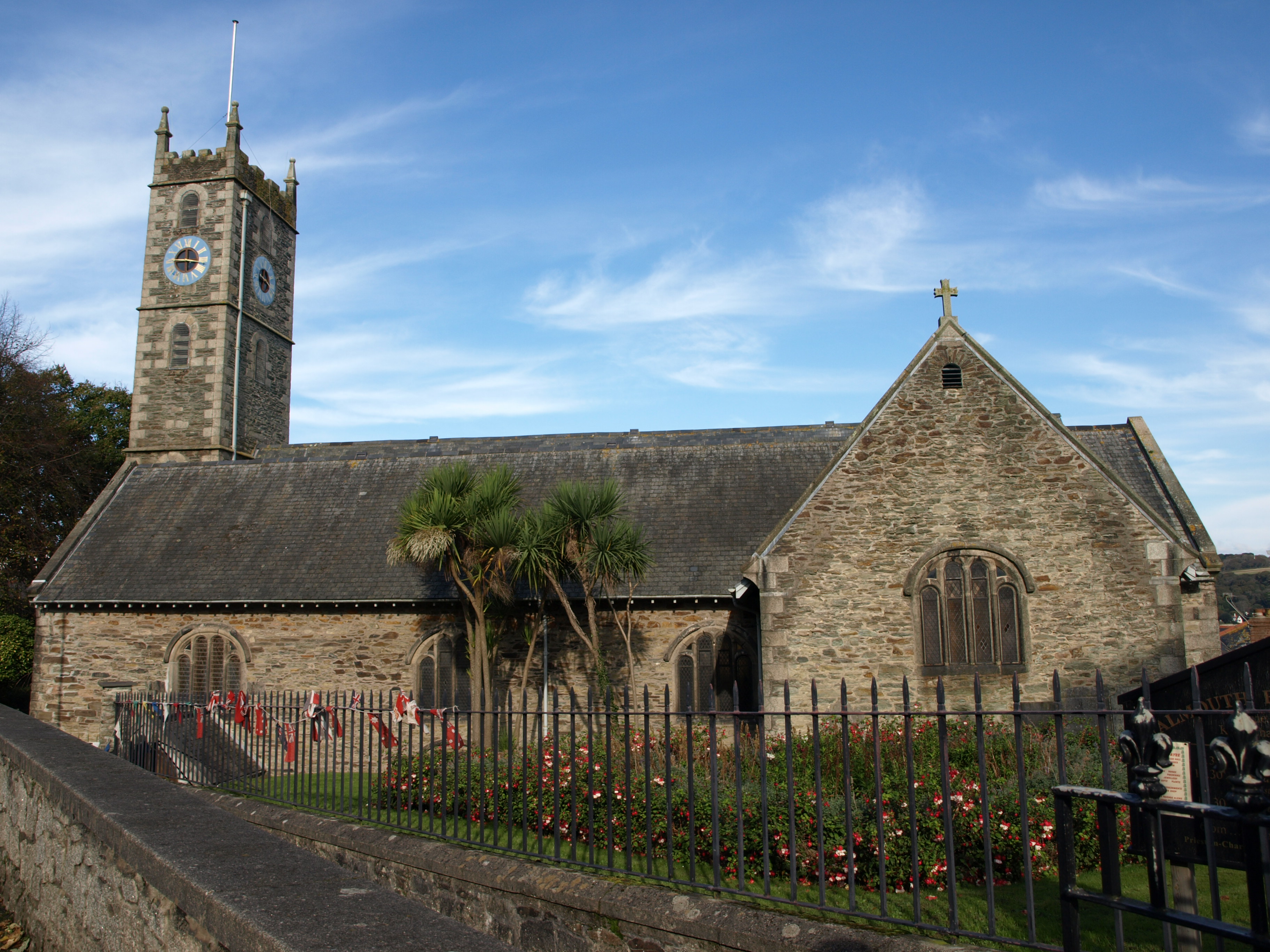
Église King Charles the Martyr de Falmouth, dédiée au roi Charles Ier (roi d'Angleterre), exécuté par le Parlement, avant d'être érigé en martyr chrétien, à la suite de la publication de lEikon Basilike.

## Toponymie
Le nom Falmouth est d'origine anglaise. Les locuteurs actuels de langue cornique utilisent « Aberfal » ou « Aberfala » sur la base de noms précédents gallois. On prétend qu'un nom celtique antérieur pour le lieu était « Peny-cwm-cuic » (traduit en anglais par « head of the creek »), le même que le district anglicisé « Pennycomequick » à Plymouth.

## Histoire

### Histoire ancienne
Henry VIII a construit le château de Pendennis pour défendre Carrick Roads en 1540. La ville principale du district était alors Penryn. Sir John Killigrew créa la ville de Falmouth peu après 1613.
À la fin du XVIe siècle, sous la menace de l'Armada espagnole, les défenses de Pendennis sont renforcées par la construction de remparts en angle. Pendant la  guerre civile, le château de Pendennis est l'avant-dernier fort à se rendre à l'armée parlementaire.

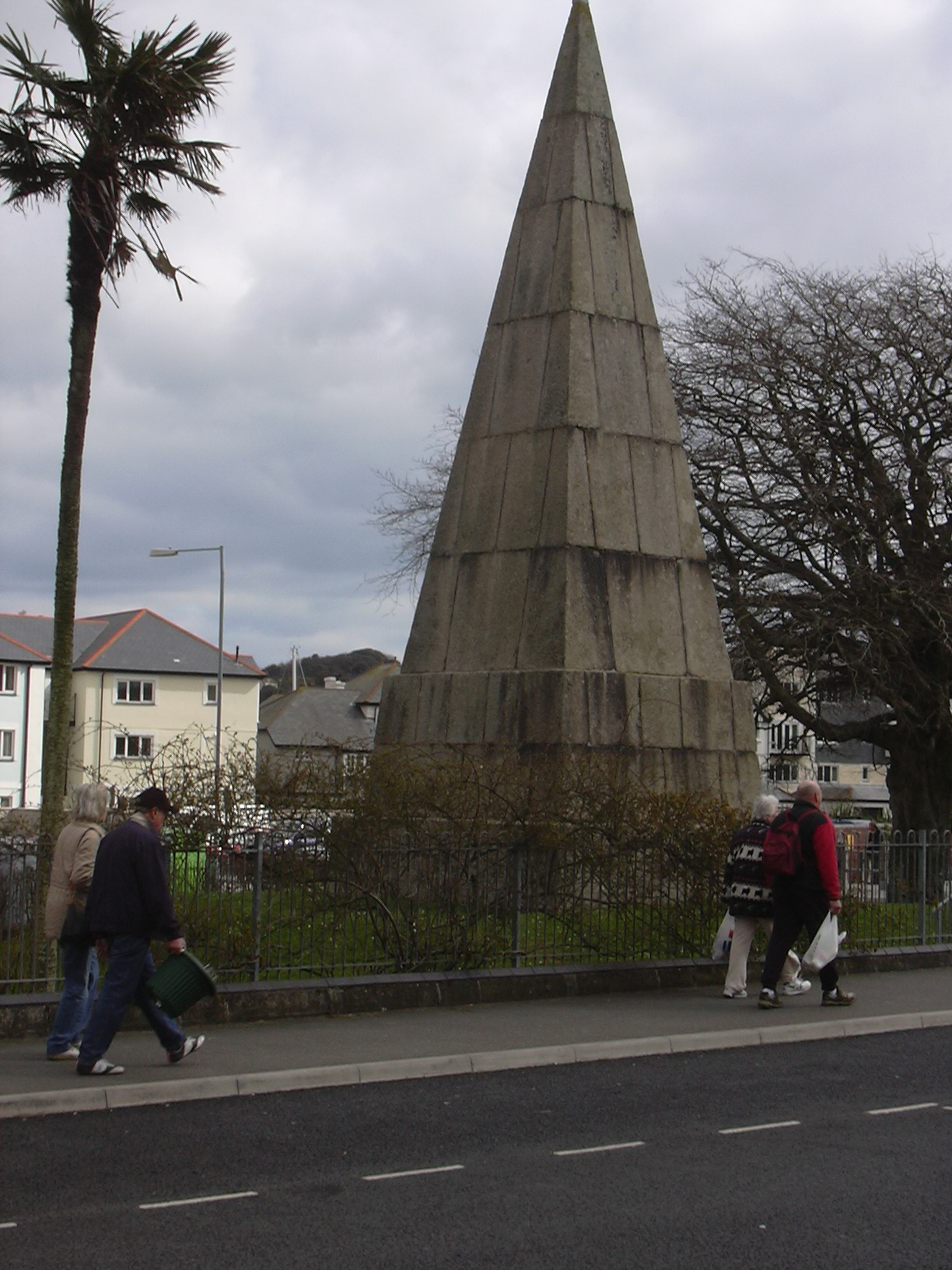
Monument Killigrew dans la rue Arwenack.

Après la guerre civile, Sir Peter Killigrew donne un terrain pour la construction de l'Église du roi Charles le Martyr, dédiée à Charles I d'Angleterre.
Le sceau de Falmouth a été blasonné "An eagle displayed with two heads and on each wing with a tower" « un aigle à deux têtes et sur chaque aile avec une tour sur chaque aile » (basé sur les armes de Killigrew). Les armoiries du bourg de Falmouth sont d'"argent avec un aigle bicéphale de sable. Chaque aile chargée d'une tour or"
Plus grand port à l'entrée de la Manche, Falmouth accueillait deux escadrons de la Royal Navy en permanence. Dans les années 1790, l'un était sous le commandement d'Edward Pellew, 1er vicomte Exmouth (plus tard vicomte Exmouth) et l'autre sous le commandement de Sir John Borlase Warren. Chaque escadron était composé de cinq frégates, avec 32 ou 44 canons. Le bâtiment phare de Pellew était HMS Indefatigable et Warren HMS Révolutionnaire.
Au moment de la Révolution française, les navires de guerre et les petits navires arrivaient continuellement avec comme prises de guerre des navires français et des prisonniers. Près de Penryn, à Tregellick et Roscrow, se trouvaient deux grands camps de prisonniers français.
Le service postal de Falmouth a été actif pendant plus de 160 ans entre 1689 et 1851. Son but était de transporter le courrier vers et depuis l'Empire britannique. À la fin du XVIIIe siècle, trente à quarante petits navires à trois mâts entièrement gréés s'y consacraient. Les équipages étaient triés sur le volet, les officiers et les hommes réalisaient de grosses fortunes grâce à la contrebande, tout en étant sous la protection de l'état, en franchise et donc exonérés de paiement des taxes.
Le capitaine John Bullock en particulier a construit Penmere Manor Hotel en 1825, en profitant du système.

### XIXeetXXesiècles

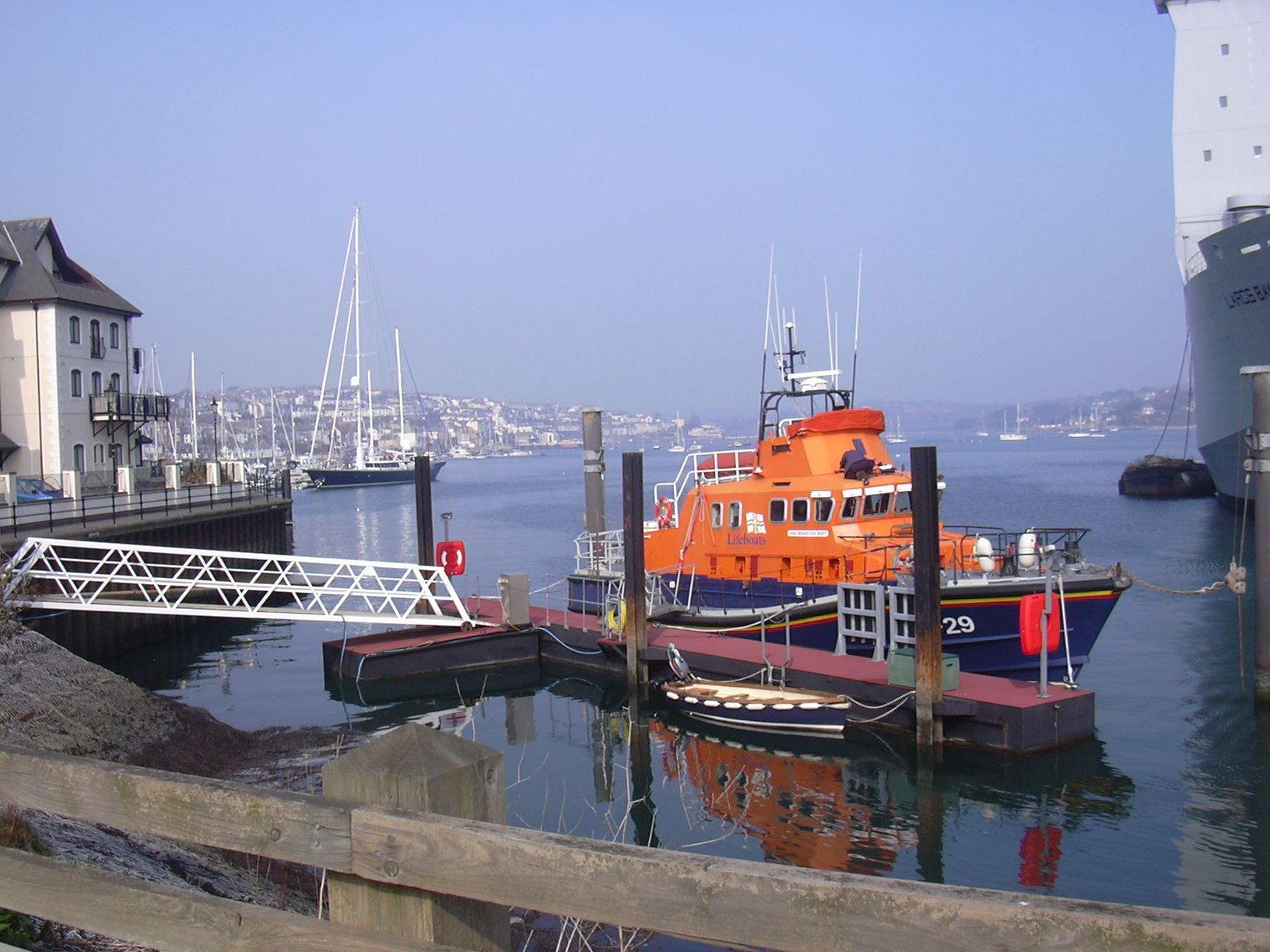
Le bateau de sauvetage à quai près des docks, la vieille ville et la rivière Penryn en arrière-plan.

En 1805, la nouvelle de la victoire de la Grande-Bretagne et de la mort de l'amiral Nelson à Trafalgar est parvenue ici grâce à la goélette « Pickle », elle est ensuite transmise à Londres en diligence. Le 2 octobre 1836, HMS Beagle jette l'ancre à Falmouth à la fin de son second voyage autour du monde.
Ce soir-là, Charles Darwin a quitté le navire et a pris le coche postal pour rejoindre sa maison familiale à The Mount. Le navire est resté ancré quelques jours et le capitaine Robert FitzRoy a rendu visite à la famille Fox dans les jardins de Penjerrick voisins. Le camarade de bord de Darwin, Sulivan, a plus tard élu domicile dans le village voisin de Flushing qui abrite alors de nombreux officiers de marine.
En 1839, Falmouth a été le théâtre d'un vol de paillettes d'or lorsque 47 600 £ d'or du Brésil ont été volés à l'arrivée au port.
Les Falmouth Docks se sont développés à partir de 1858 et la Royal National Lifeboat Institution (RNLI) a ouvert Falmouth Lifeboat Station à proximité en 1867. Le bâtiment actuel date de 1993 et abrite également Her Majesty's Coastguard. La RNLI exploite deux bateaux de sauvetage :  Richard Cox Scott , un sclass2 Severn de 17 m bateau tous temps et B-916  Robina Nixon Chard , un canot de sauvetage côtier de classe Atlantic 85.
Près du centre-ville se trouve le parc Kimberley. L'aménagement date d'avant 1877 et porte le nom du comte de Kimberley qui l'a loué à l'arrondissement de Falmouth. Aujourd'hui, le parc possède des plantes ornementales et des arbres exotiques.
Le Cornwall Railway est mis en service à Falmouth le 24 août 1863. Le chemin de fer apporte une nouvelle prospérité à Falmouth, car il facilite l'accès de la ville aux touristes. Il a également permis le transport rapide des marchandises récemment débarquées des navires dans le port. La ville compte désormais trois gares. La Gare ferroviaire de Falmouth Docks est le terminus d'origine et se trouve à proximité du château de Pendennis et de la plage de Gyllyngvase. La gare de Falmouth Town a été ouverte le 7 décembre 1970 ; elle est pratique pour accéder au National Maritime Museum de Cornouailles, au front de mer et au centre-ville.
La gare de Penmere a ouvert le 1er juillet 1925 au nord de Falmouth, elle est accessible à pied du sommet de The Moor. Les trois gares sont desservies par des trains réguliers de Truro sur la ligne maritime. La gare de Penmere a été rénovée à la fin des années 1990, en utilisant l'enseigne et les matériaux d'origine.
La ville a vécu une éclipse solaire totale à 11 h 11, le 11 août 1999. Cette éclipse a duré à peine plus de deux minutes à Falmouth, la plus longue durée du Royaume-Uni.

#### Seconde Guerre mondiale

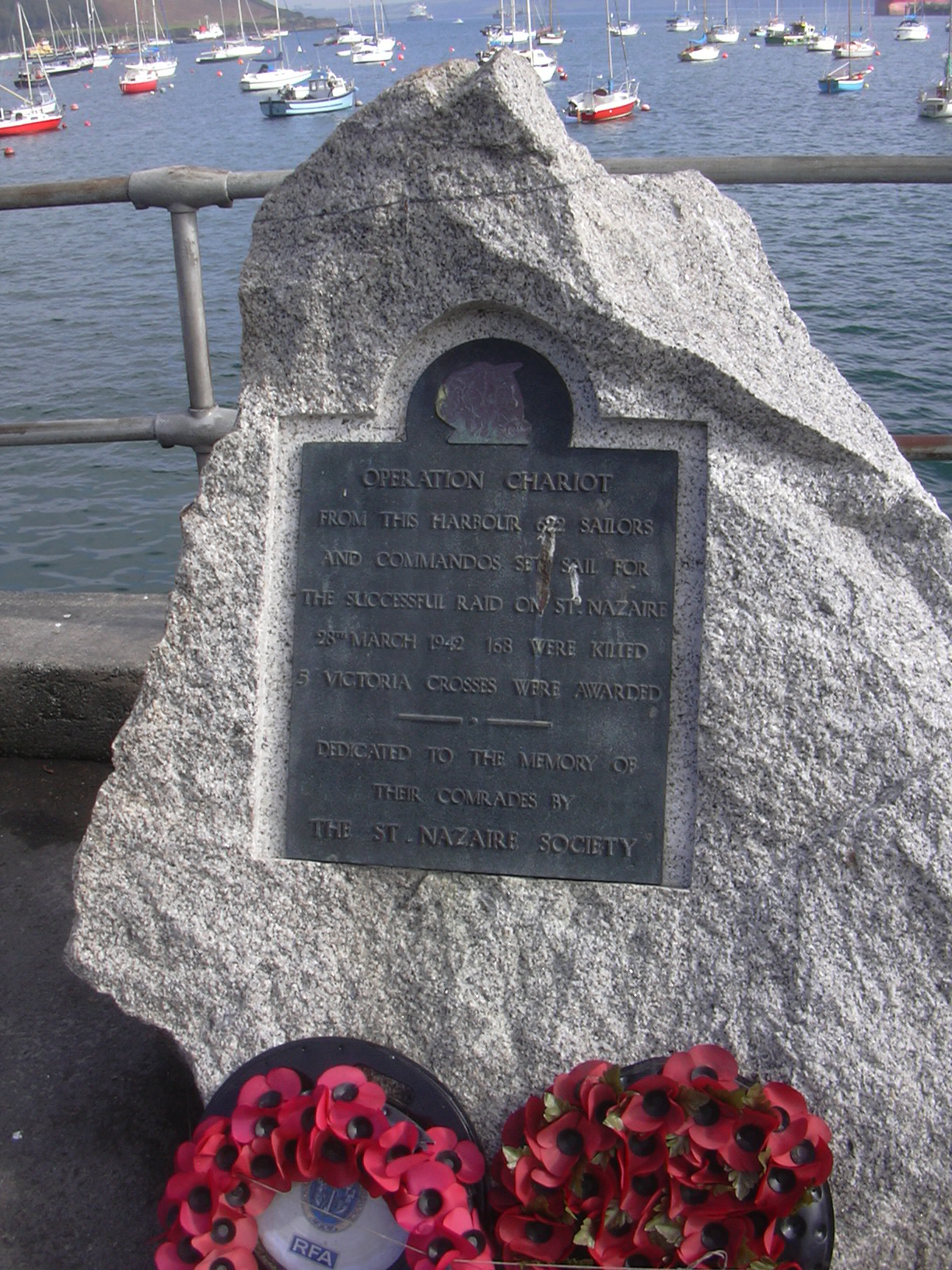
Mémorial de Saint-Nazaire.

Pendant la Seconde Guerre mondiale, 31 personnes ont été tuées à Falmouth par l'Allemagne nazie à cause des bombardements.
Un filet anti-sous-marin a été tendu entre Pendennis et St Mawes, pour empêcher les U-boat ennemis d'entrer dans le port.
Ce fut le point de départ du Raid sur Saint-Nazaire et de l’Opération Myrmidon en 1942. Entre 1943 et 1944, Falmouth était une base pour les troupes américaines se préparant pour le Jour J.
Des plaques commémoratives se trouvent à Turnaware Point, à la marina de Falmouth Watersports, aux jardins de Tolverne et Trebah.

### Bâtiments historiques
- Le dommaine d'Arwenack, dont il reste une petite partie, occupait le site avant le développement de la ville de Falmouth ; ce fut longtemps le siège historique de la famille Killigrew.

## Administration
Falmouth Town est une paroisse civile de Cornouailles, formée en 1974 à partir du borough council historique de Falmouth. Falmouth a reçu sa charte en 1661.
Depuis 2019, le borough council est gouverné par seize conseillers (quatre représentent le quartier de Boslowick, trois chacun pour Arwenack, Penwerris, Smithick et Trescobeas). Chacun d'eux a un mandat de quatre ans. Le conseil est responsable des services municipaux tandis que les services stratégiques sont gérés par le conseil de Cornouailles, une autorité unitaire régissant l'ensemble de la partie continentale de Cornouailles pour lequel Falmouth élit cinq conseillers.

## Économie, industrie et tourisme
Alors que l'activité maritime de Falmouth a beaucoup diminué depuis son apogée, les quais sont toujours un contributeur majeur à l'économie de la ville. C'est le plus grand port de Cornouailles. Falmouth reste un port de marchandises, l'avitaillement des navires et le transfert des cargaisons occupent également les installations du port. Le port est apprécié par les navires de croisière.
Plus haut, dans la partie abritée du Fal, plusieurs navires sont en attente de commandes de navigation et/ou de nouveaux propriétaires/affréteurs.
Falmouth est une destination de vacances populaire et principalement une station touristique. Les cinq plages principales commençant à côté du château de Pendennis et se prolongeant le long de la côte vers la rivière Helford sont les plages de Castle, Tunnel, Gyllyngvase,  Swanpool et Maenporth. Le musée maritime national de Cornouailles (National Maritime Museum Cornwall) a ouvert ses portes en février 2003. Le bâtiment a été conçu par l'architecte M. J. Long.
Le « Falmouth & Penryn Packet », publié pour la première fois en 1858, est toujours le siège d'une série de Packet Newspapers pour le centre et l'ouest Cornouailles.
Le tabloïd hebdomadaire The West Briton, avec une édition « Falmouth & Penryn », publié pour la première fois en 1810, couvre la région.

## Personnalités liées à la ville
- Sophie Gengembre Anderson (1823-1903), peintre qui a peint de nombreux portraits réalistes, y est morte ;
- Henry Brougham Guppy (1854-1926), naturaliste et botaniste, y est né ;
- Charles Napier Hemy (1841-1917), peintre britannique, connu pour ses marines, y est mort ;
- Elizabeth Philp (1827-1885), chanteuse, compositrice et pédagogue, y est née ;
- Henry Scott Tuke (1858-1929), peintre, y est mort ;
- Mary Wolverston (1525-1582), pirate anglaise active durant le règne d'Elizabeth Ire d'Angleterre, y vivait.

## Jumelages
- Douarnenez (France) depuis 1984[20] ;
- Rotenburg (Wümme) (Allemagne)[21].

## Galerie

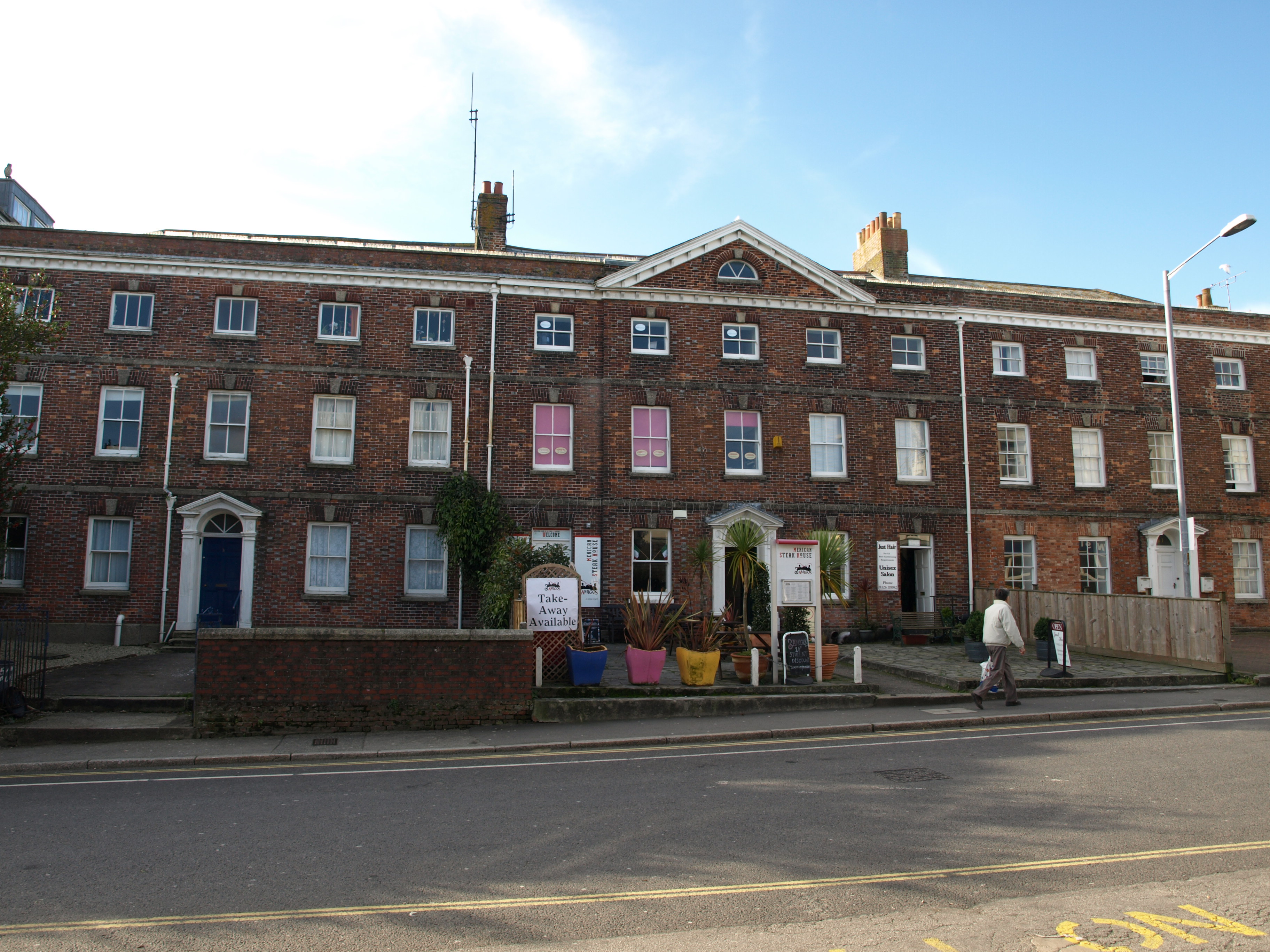
Maison de l'amirauté, Arwenack Street.
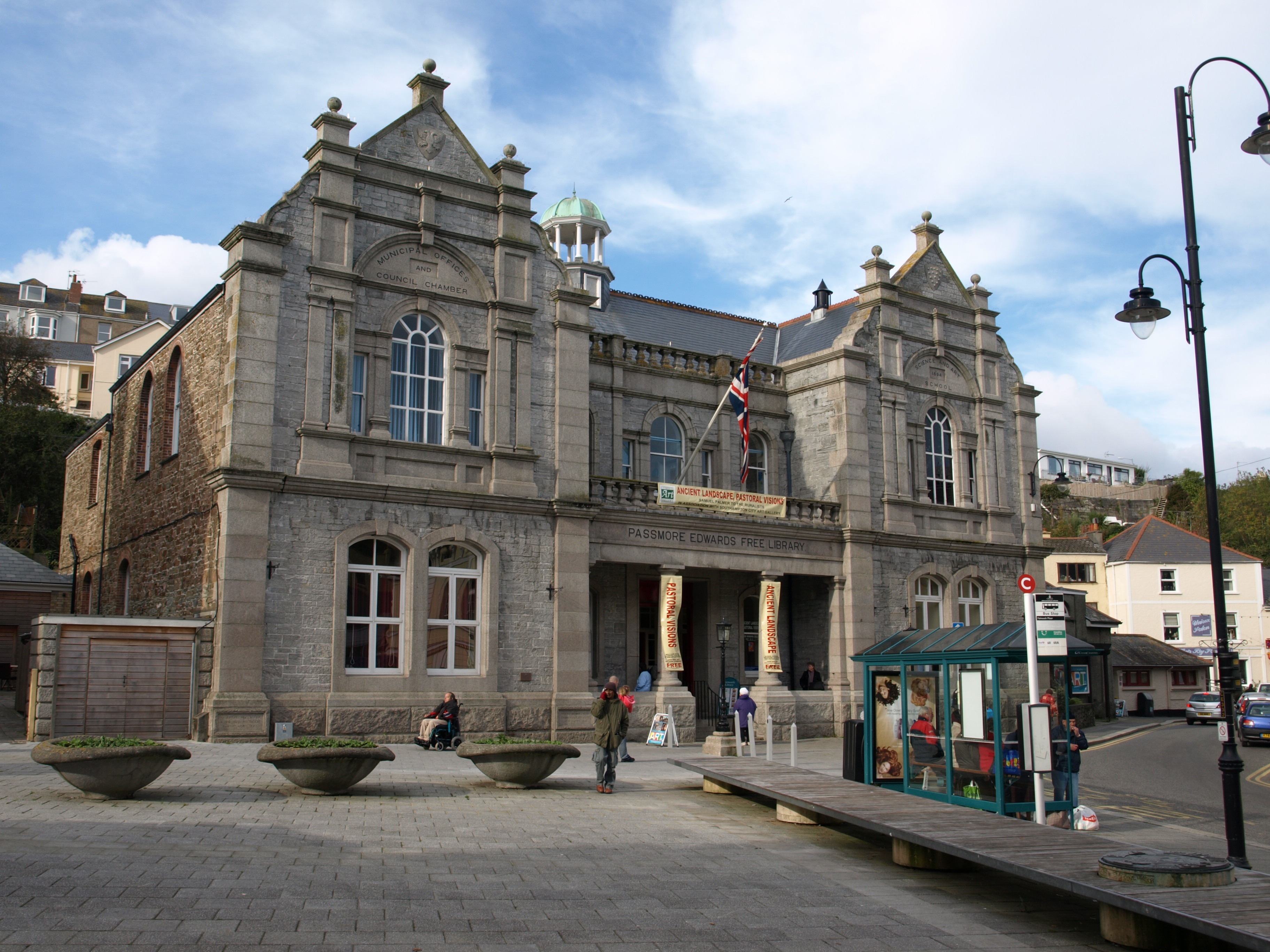
Passmore Edwards, bibliothèque.
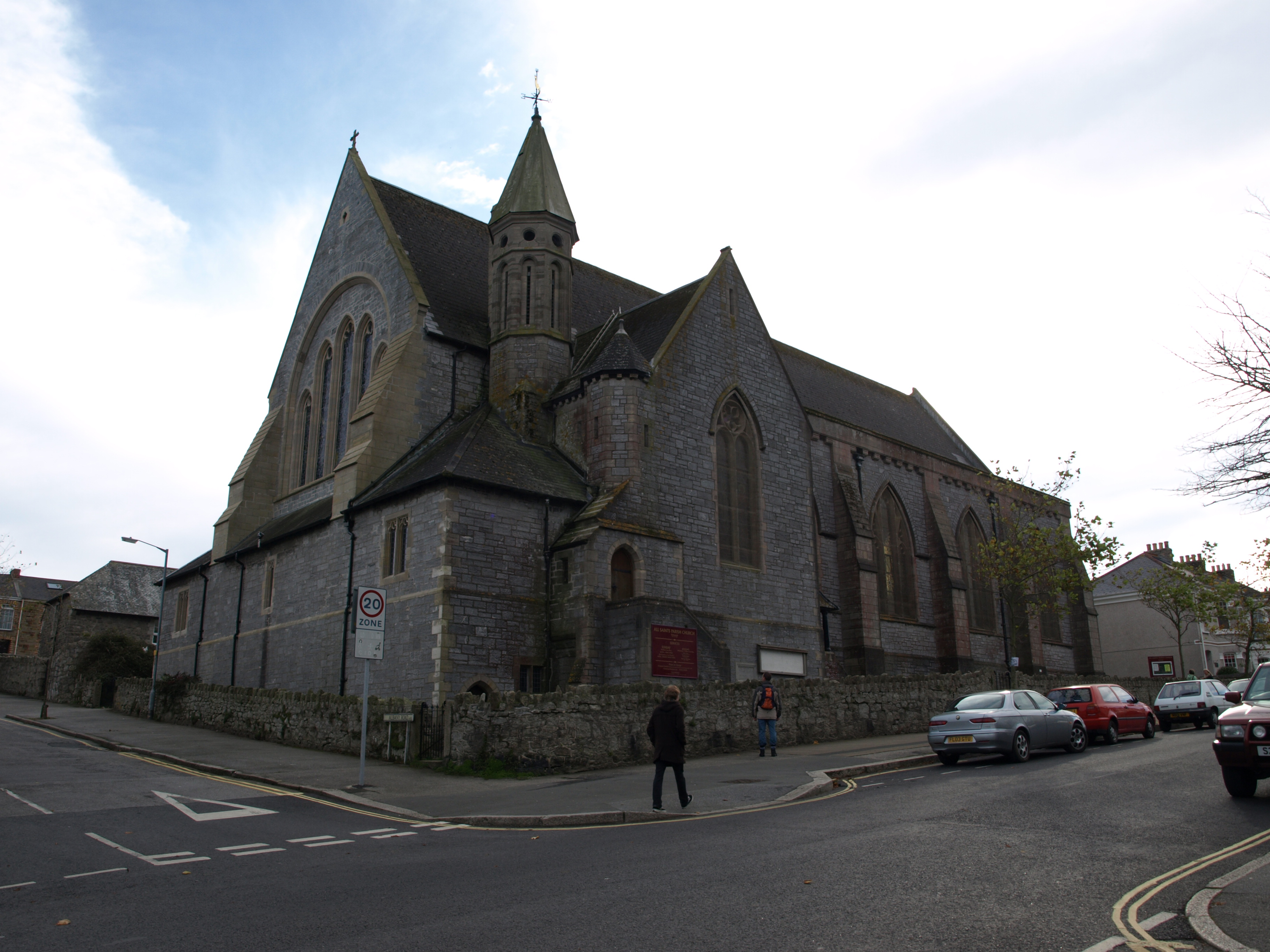
Église de Tous-les-Saints, Killigrew Street.
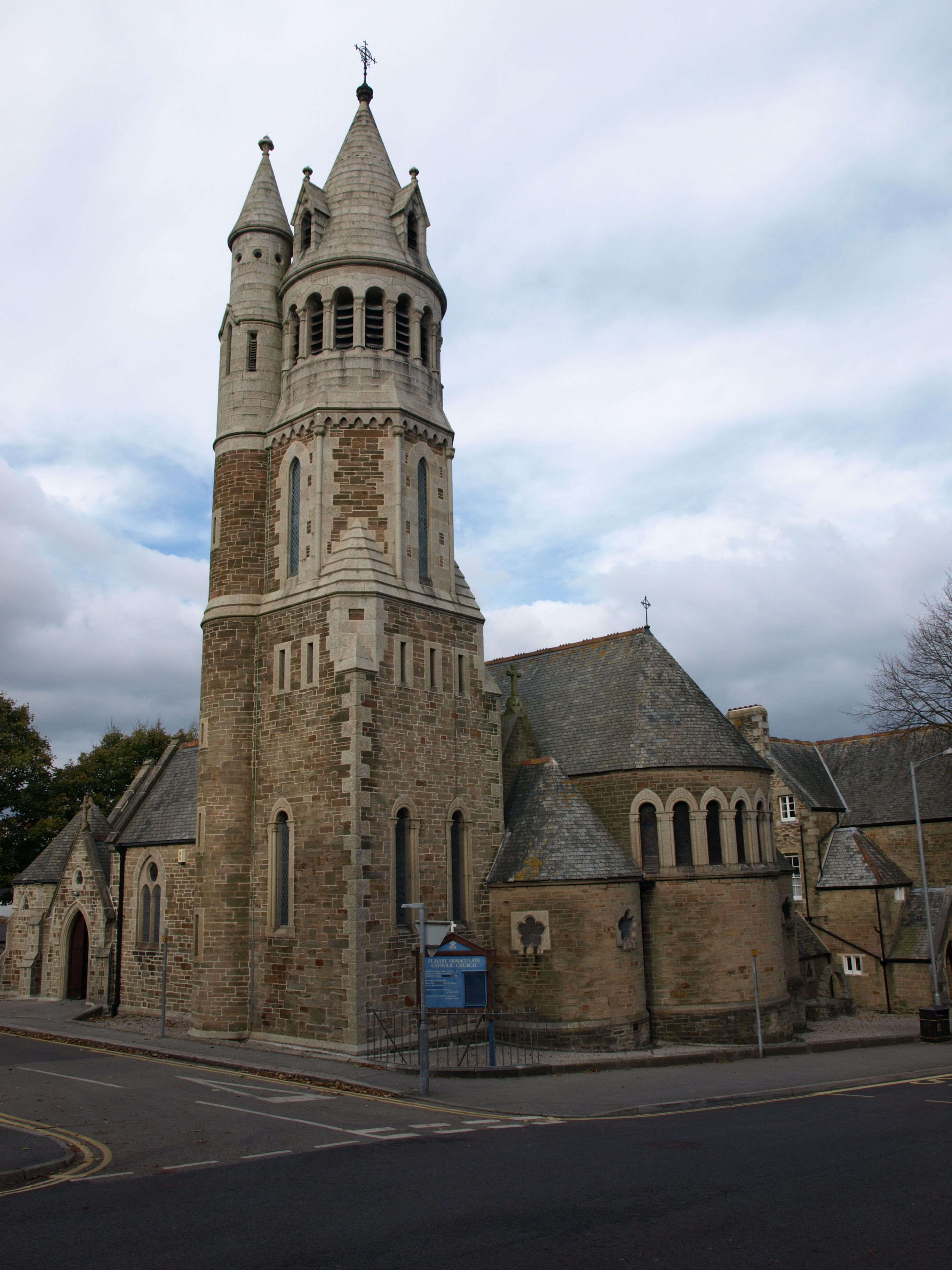
Église St. Mary Immaculate, Killigrew Street et Kimberley Place.
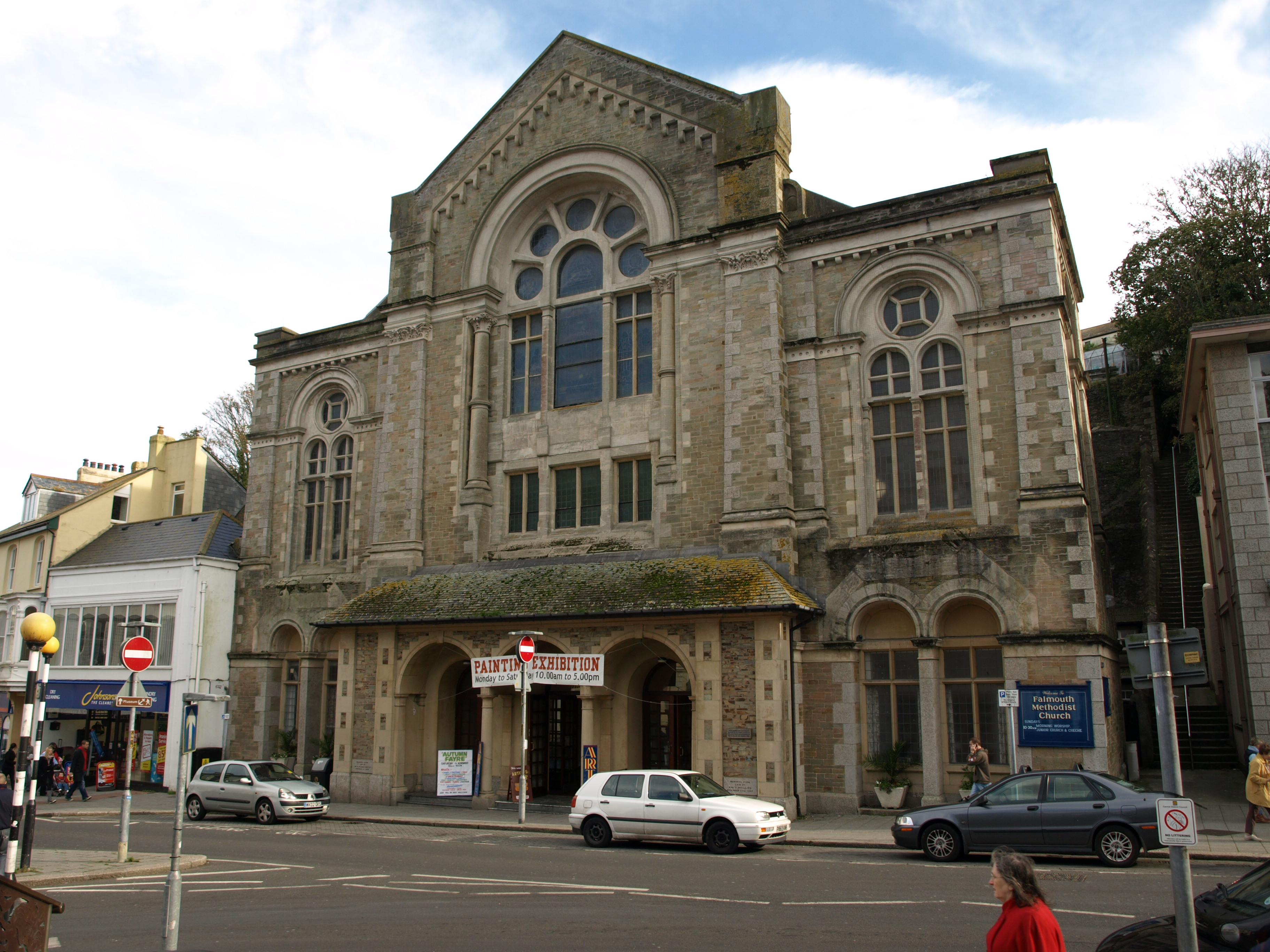
Église Centrale Methodiste.
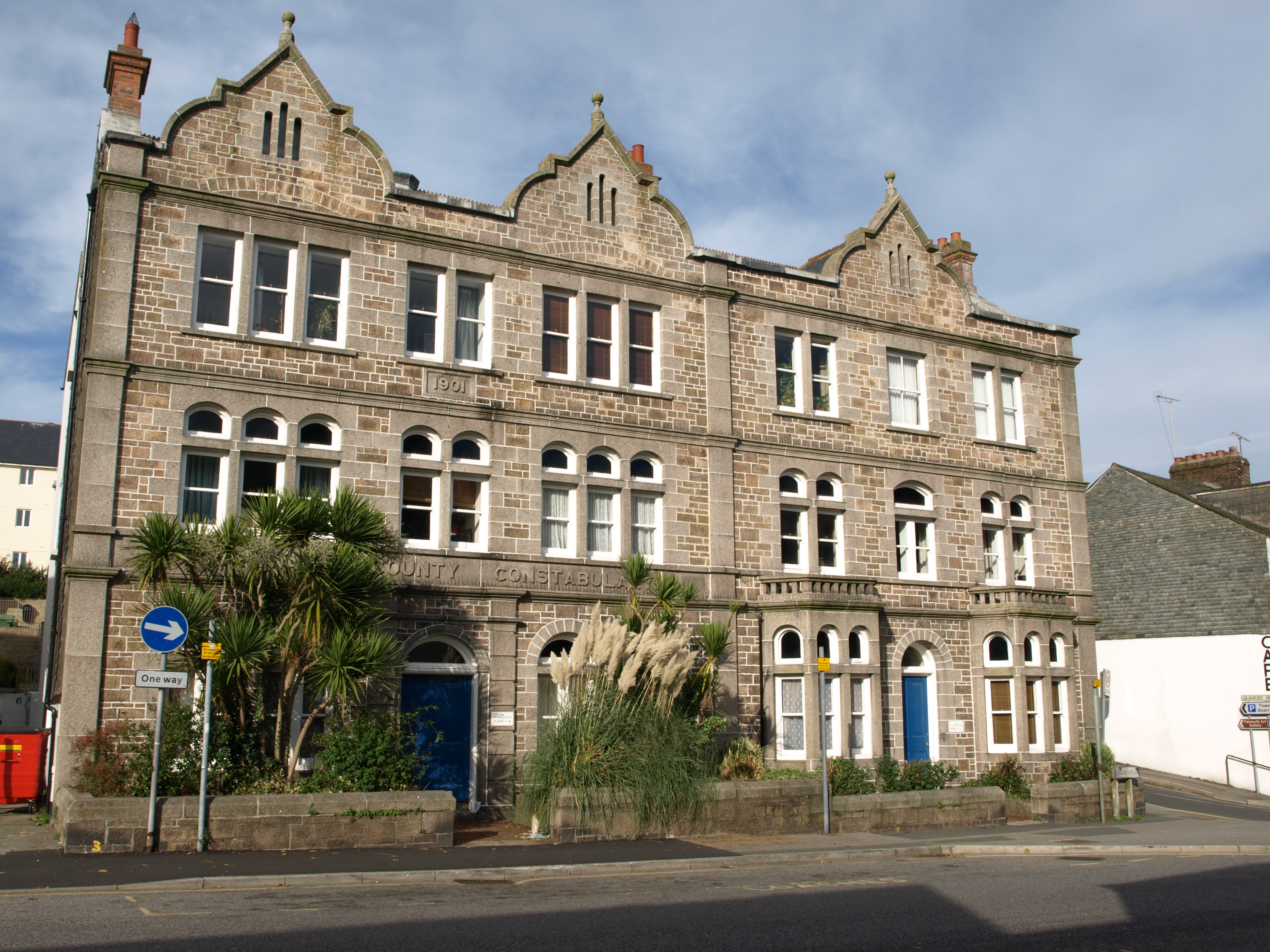
Ancien commissariat de police.
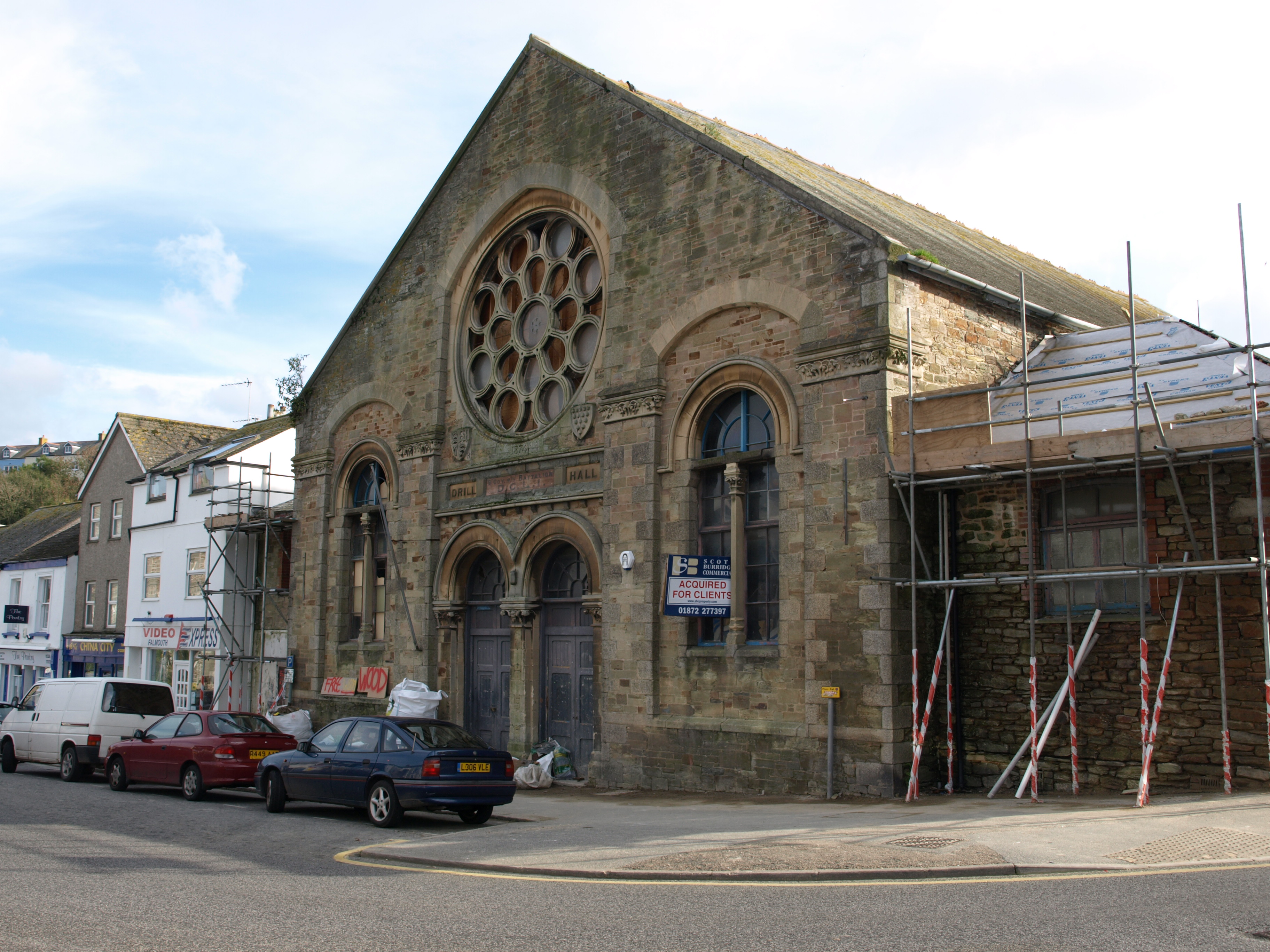
Old Drill Hall, Brook Street, avant sa conversion en cinéma Phoenix.
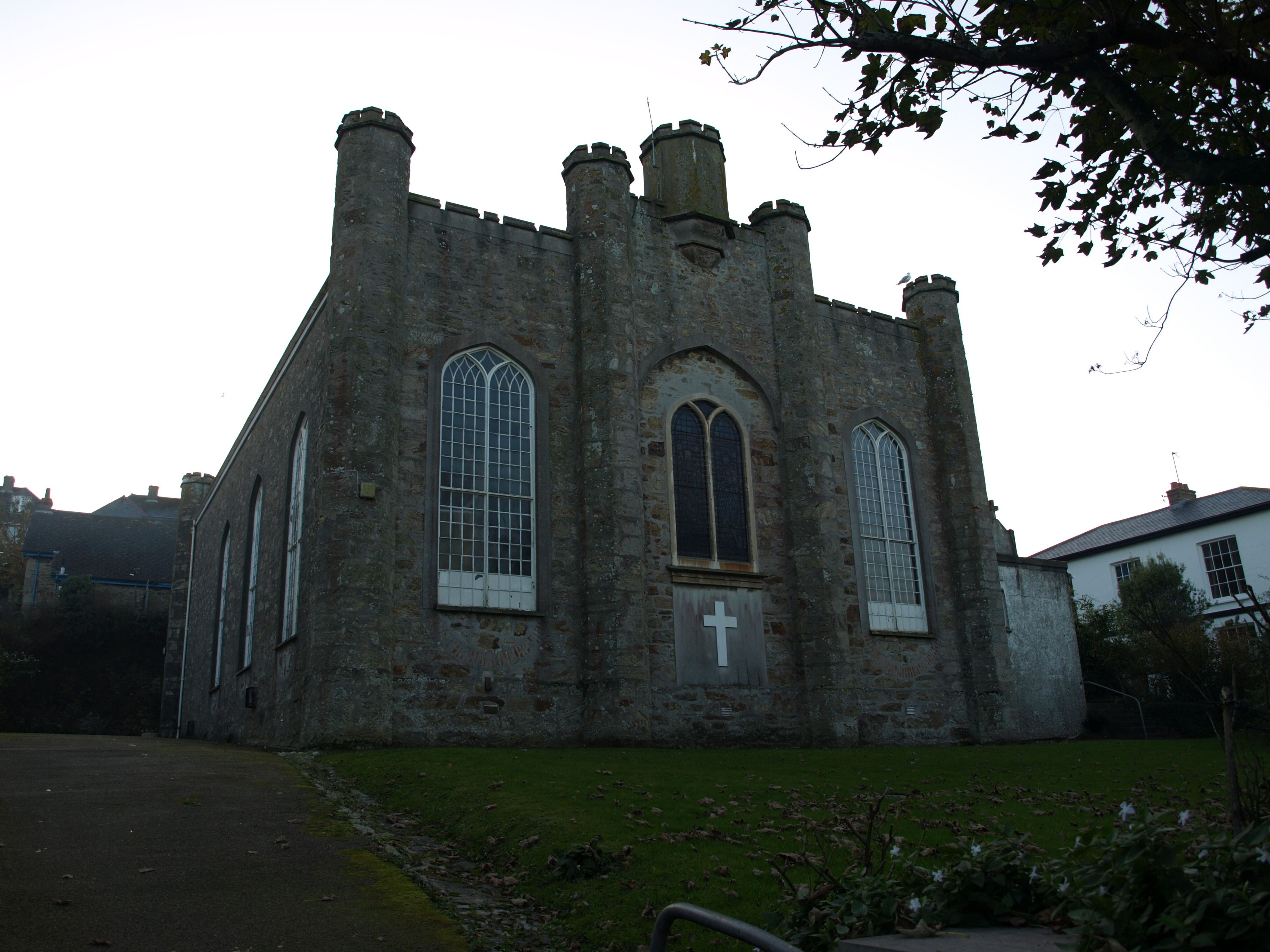
Église St. Michael and All Angels, Penwerris.